# Richard Stücklen
Richard Stücklen, né le 20 août 1916 à Heideck et mort le 2 mai 2002 à Weissenburg in Bayern, est un homme d'État ouest-allemand, membre de l'Union chrétienne-sociale en Bavière (CSU).
Après avoir été ministre fédéral des Télécommunications entre 1957 et 1966, il est désigné vice-président du Bundestag en 1976, puis président trois ans plus tard. Il est alors le premier chrétien-social à occuper ce poste, et reste le seul à ce jour. En 1983, avec le retour au pouvoir du centre-droit, il cède son poste à Rainer Barzel et redevient alors vice-président jusqu'à son retrait de la vie politique, en 1990.

## Éléments personnels
À la fin de ses études secondaires, il effectue un apprentissage dans les métiers de l'électricité, devenant par la suite électricien. Parallèlement, il suit des cours par correspondance de sciences de l'ingénieur, spécialisées en électrotechnique. En 1936, il accomplit son service du travail, puis son service militaire. Au cours de la Seconde Guerre mondiale, il sert comme électricien dans la Wehrmacht. Il termine en 1944 une formation d'ingénieur électricien à l'université des sciences appliquées de Mittweida et obtient un poste de chef de département à l'usine d’Allgemeine Elektricitäts-Gesellschaft à Freiberg, jusqu'à son démantèlement en 1945.
Il travaille ensuite comme métallurgiste dans l'entreprise familiale à Heideck, puis fonde en 1957 la société BMS Ingenieurgesellschaft mbH & Co. KG, installée à Cologne et dont il se sépare en 1989.

## Parcours politique

### Activité militante
Après avoir adhéré au Parti national-socialiste des travailleurs allemands (NSDAP) en 1939, il fait partie, en 1945, des fondateurs de l'Union chrétienne-sociale en Bavière (CSU), à Heideck et dans l'arrondissement de Hilpoltstein. En 1953, il est élu membre du comité directeur, dont il reste membre pendant quatre ans, puis il fait son entrée à la présidence en 1967. Il la quitte en 1989.

### Les débuts parlementaires
Il est élu député de Bavière au Bundestag en 1949, et devient quatre ans plus tard président du groupement provincial de la CSU et vice-président du groupe CDU/CSU. En 1955, il fait partie des députés fédéraux appelant au remplacement du scrutin proportionnel mixte par le scrutin uninominal majoritaire à un tour, ce qui aurait pour conséquence d'exclure les alliés des chrétiens-démocrates du Bundestag, puis il tente de faire abroger l'article 102 de la Loi fondamentale, qui abolit la peine de mort.

### Ministre des Postes
Richard Stücklen est nommé ministre fédéral des Postes et des Télécommunications dans le nouveau gouvernement de Konrad Adenauer le 29 octobre 1957. À l'époque, il était le benjamin du cabinet. Reconduit en 1963, lorsque Ludwig Erhard remplace Adenauer, il quitte son poste le 30 novembre 1966, veille de la formation d'une grande coalition par Kurt Georg Kiesinger. Au cours de son mandat, l'un des plus longs au ministère des Postes, il aura notamment introduit la réforme du code postal.

### Une figure du Bundestag
Il retrouve la présidence du groupement provincial de la CSU le 25 janvier 1967, et tente de nouveau de faire modifier le système électoral, toujours sans succès. Il conserve ce mandat jusqu'au 14 décembre 1976, date à laquelle il est désigné vice-président du Bundestag sur proposition du groupe chrétien-démocrate. À la suite de l'élection de Karl Carstens à la présidence fédérale, Richard Stücklen le remplace à la présidence de l'assemblée le 31 mai 1979. Il occupe ce poste jusqu'au retour au pouvoir du centre-droit aux élections de 1983. Il cède alors la place à Rainer Barzel et redevient vice-président.
Le 18 octobre 1984, alors qu'il préside une réunion du Bundestag, il exclut le député Vert Jürgen Reents après que celui-ci eut décrit le chancelier Helmut Kohl comme « acheté par Flick », une société ayant pratiqué la fraude fiscale tout en ayant versé d'importantes sommes d'argent aux principaux partis politiques allemands. Une de ses collègues, Christa Nickels, demande alors une suspension de séance mais Stücklen coupe son micro, ce qui amène Joschka Fischer à réagir ainsi : « Monsieur le président, avec tout le respect que je vous dois, vous êtes un trou du cul ! » (Mit Verlaub, Herr Präsident, Sie sind ein Arschloch). Exclu à son tour de la séance, il présente ses excuses deux jours plus tard.
Il se retire finalement de la vie politique lors des élections de 1990, après avoir siégé durant onze législatures consécutives, ce qui constitue alors un record. Il fait ainsi partie du groupe des dix députés, dont Ludwig Erhard, Franz Josef Strauß, Herbert Wehner ou encore Erich Mende, ayant appartenu au Bundestag au cours des vingt-cinq premières années de l'Allemagne de l'Ouest.